# Albatros L 73
Die Albatros L 73 war ein zweimotoriges, als Doppeldecker ausgelegtes Verkehrsflugzeug der Berliner Albatros Flugzeugwerke aus den 1920er-Jahren. Bekannt wurde es als „Schlafwagenflugzeug“.

## Geschichte
Walter Blume begann 1926 bei Albatros mit der Entwicklung eines für Nachtflüge geeigneten Passagierflugzeugs. Es erhielt eine geschlossene, beheizbare Kabine mit acht Sitzen, die in vier Betten umgewandelt werden konnten. Die beiden Flugzeugführer saßen in einem offenen Cockpit. Um den Luftwiderstand zu verringern, wurden Rumpf und Motorgondeln bootsförmig gestaltet. Der Erstflug der L 73 fand 1926 statt, ab dem folgenden Jahr bediente sie als „Fliegender Schlafwagen“ die Nachtverbindung zwischen Berlin und Königsberg (Devau). Später kamen die Strecken von Berlin nach Wien und Malmö dazu.
Als Antrieb dienten verschiedene Motoren, die sich zwischen der oberen und der unteren Tragfläche befanden. Die erste L 73 wurde mit zwei BMW-VI-Antrieben ausgestattet. Die zweite erhielt das Kürzel L 73a und zwei französische Lizenzmotoren Gnome-Rhône Jupiter mit 480 PS. Sie wurde vom 7. bis 28. Oktober 1928 auf der ILA in Berlin öffentlich ausgestellt.  Die beiden als L 73b bezeichneten Flugzeuge, die D-960 „Preußen“ (Wnr. 10076) und D-961 „Brandenburg“ (Wnr. 10077), erhielten zunächst Junkers-L-5-Motoren, wurden aber im Mai bzw. April 1928 auf BMW-Va-Triebwerke umgerüstet und nun als L 73c bezeichnet.
Alle vier gebauten Maschinen befanden sich zunächst im Besitz der Luft Hansa. Die D-961 stürzte am 28. Mai 1928 bei Babekuhl ab. Zwei Flugzeuge verkaufte die Luft Hansa 1931 nach Bulgarien, das vierte, die D-960, wurde 1932 außer Dienst gestellt und 1933 der Deutschen Versuchsanstalt für Luftfahrt überlassen.

## Technische Daten

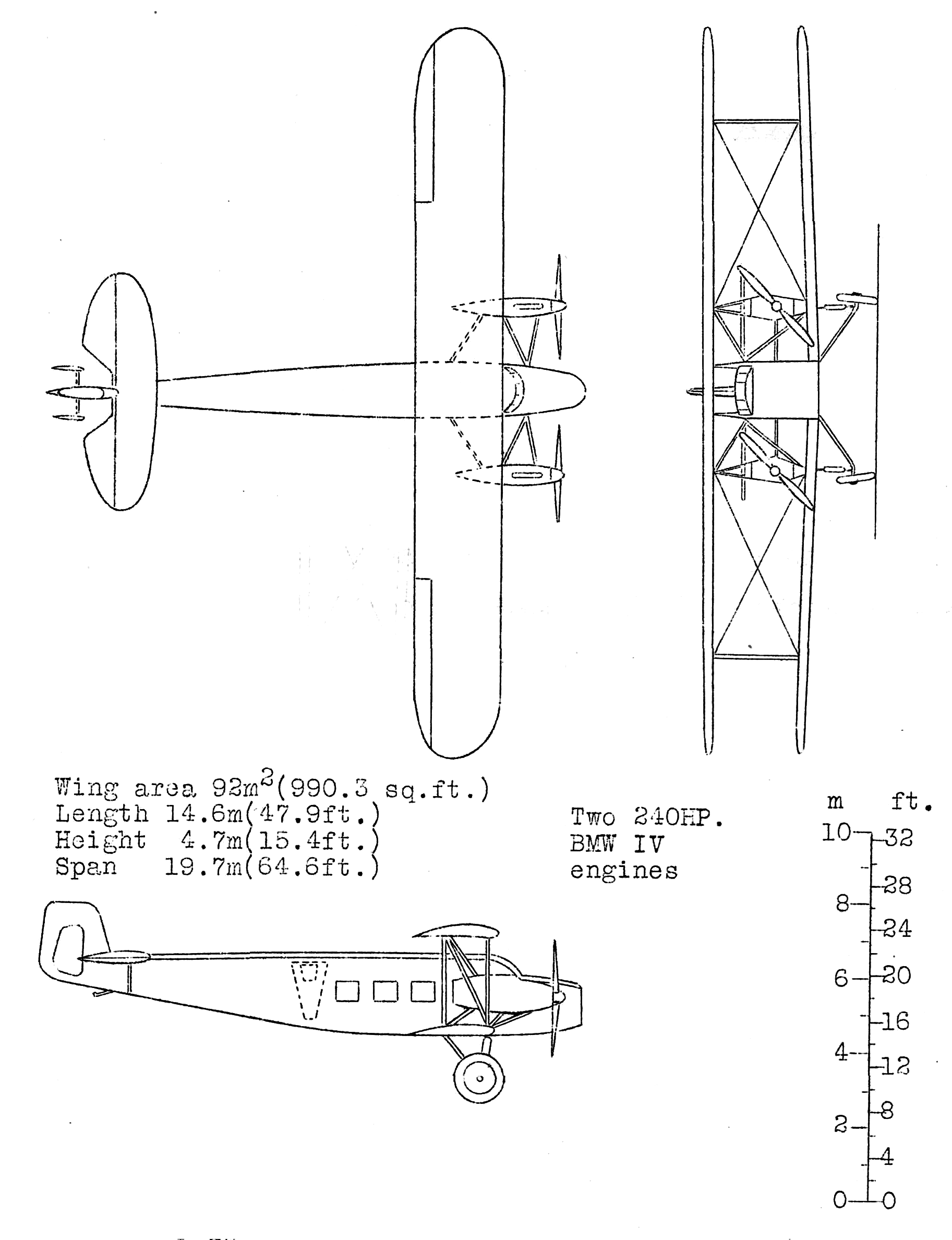
Dreiseitenriss

| Kenngröße                   | Daten                                                                           |
| --------------------------- | ------------------------------------------------------------------------------- |
| Besatzung                   | 2                                                                               |
| Passagiere                  | 8                                                                               |
| Länge                       | 14,60 m                                                                         |
| Spannweite                  | 19,70 m                                                                         |
| Höhe                        | 4,70 m                                                                          |
| Flügelfläche                | 92 m²                                                                           |
| Leermasse                   | 2914 kg                                                                         |
| Nutzlast                    | 800 kg                                                                          |
| Zuladung                    | 1696 kg                                                                         |
| Startmasse                  | 4600 kg                                                                         |
| Antrieb                     | zwei Sechszylinder-Reihenmotoren BMW IVa                                        |
| Startleistung Dauerleistung | je 320 PS (235 kW) bei 1650/min je 240 PS (177 kW) bei 1450/min in 4000 km Höhe |
| Höchstgeschwindigkeit       | 175 km/h                                                                        |
| Reisegeschwindigkeit        | 140 km/h                                                                        |
| Dienstgipfelhöhe            | 3000 m                                                                          |
| Reichweite                  | 540 km                                                                          |
| Startrollstrecke            | 260 m                                                                           |